# Acacia Gardens, New South Wales
Acacia Gardens este o suburbie în Sydney, Australia.